# Bentley Bentayga
Bentley Bentayga je pětidveřový luxusní automobil karoserie SUV s motorem vpředu a pohonem všech čtyř kol, vyráběný britskou automobilkou Bentley, částečně v koncernové továrně Volkswagen Group v německém Cvikově a částečně v továrně Bentley v anglickém Crewe. Jedná se o první vůz SUV značky a prodává se od roku 2015 do současnosti.

## Vývoj
Koncept prvního SUV značky Bentley se představil na ženevském autosalonu v roce 2012 pod názvem Bentley EXP 9 F. Koncepční vůz byl postaven na platformě Volkswagen Group MLB a poháněn motorem W12 o objemu 6,0 litru a výkonu 600 koní (447 kW). Design konceptu Bentley EXP 9 F se setkal se smíšenými reakcemi motoristického tisku a veřejnosti. Po této určité kritice designu konceptu společnost Bentley oznámila, že pro sériovou verzi, kterou tím takto neoficiálně potvrdila, změní styling. Původní design konceptu EXP 9 F byl přepracován tak, aby podle Bentley „připomínal tradičnější proporce vozů SUV a měl méně retro prvků“. Raný název modelu byl Falcon. Sériová produkce byla oficiálně oznámena v červenci 2013.

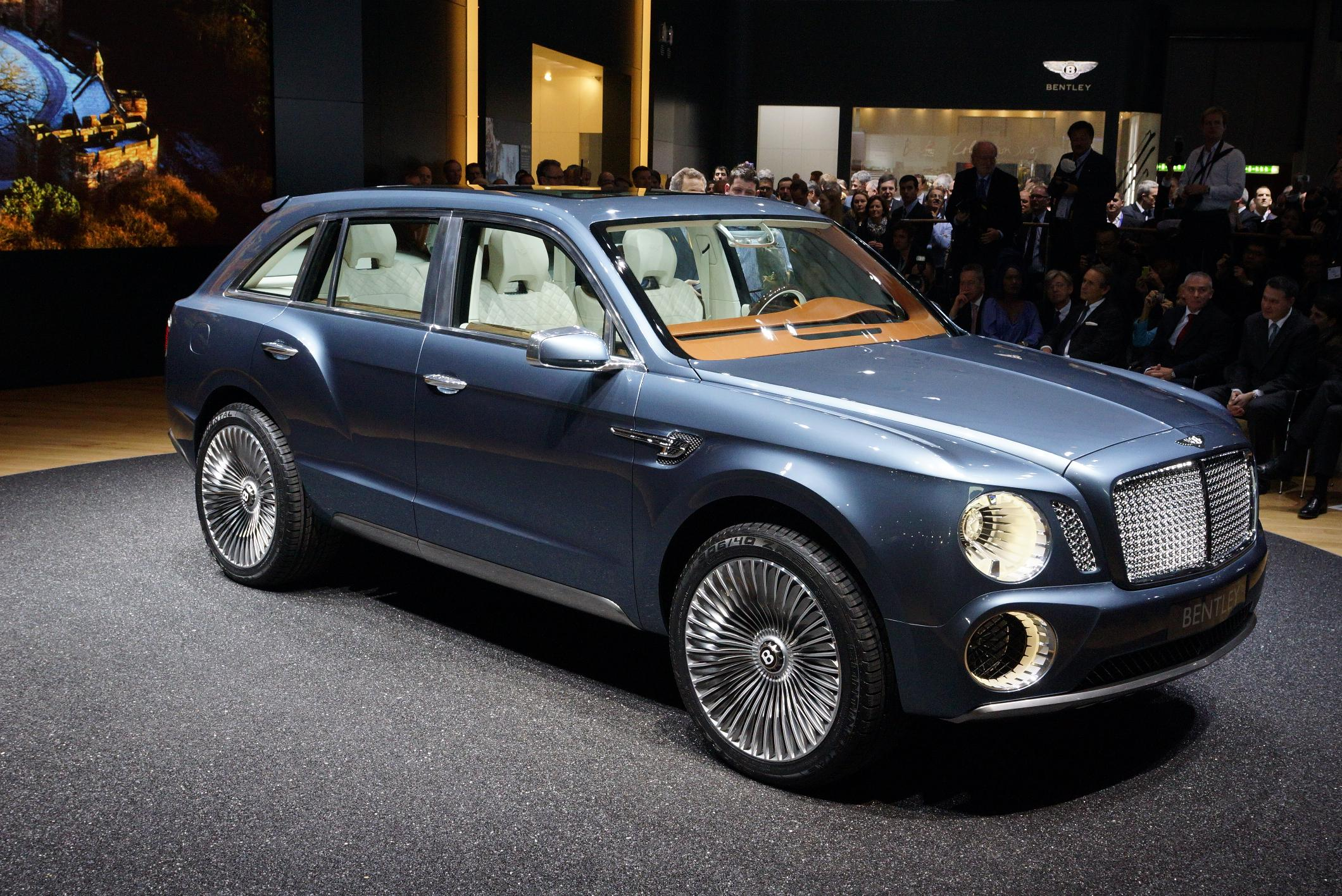
Koncepční vůz Bentley EXP 9 F

Bentley potvrdilo název Bentayga v lednu 2015. Název pochází z Roque Bentayga, symbolické náhorní skály, která se nachází v Tejedě na ostrově Gran Canaria, jednom z Kanárských ostrovů. Název Bentayga má také poukazovat na spojení slov Bentley a Taiga (tajga), největšího transkontinentálního sněžného lesa na světě, složeného z prvních čtyř písmen slova Bentley a pozměněného hláskování anglického slova taiga.
Původně se měl vůz kompletně vyrábět ve slovenské Bratislavě v koncernové továrně Volkswagen Group, kde se tou dobou vyráběly všechny ostatní koncernové modely na platformě MLB, jako například Audi Q7 či Porsche Cayenne. Ovšem po dohodě s britskou vládou bylo rozhodnuto, že se vůz bude z velké části montovat v továrně Bentley v Crewe, do které Bentley investoval 800 milionů britských liber a pro kterou otevřel tisíc nových pracovních pozic. Výroba základu karoserie však zůstala úkolem pro Bratislavu, než se na konci roku 2016 přesunula do německého Cvikova.

## Představení a prodej

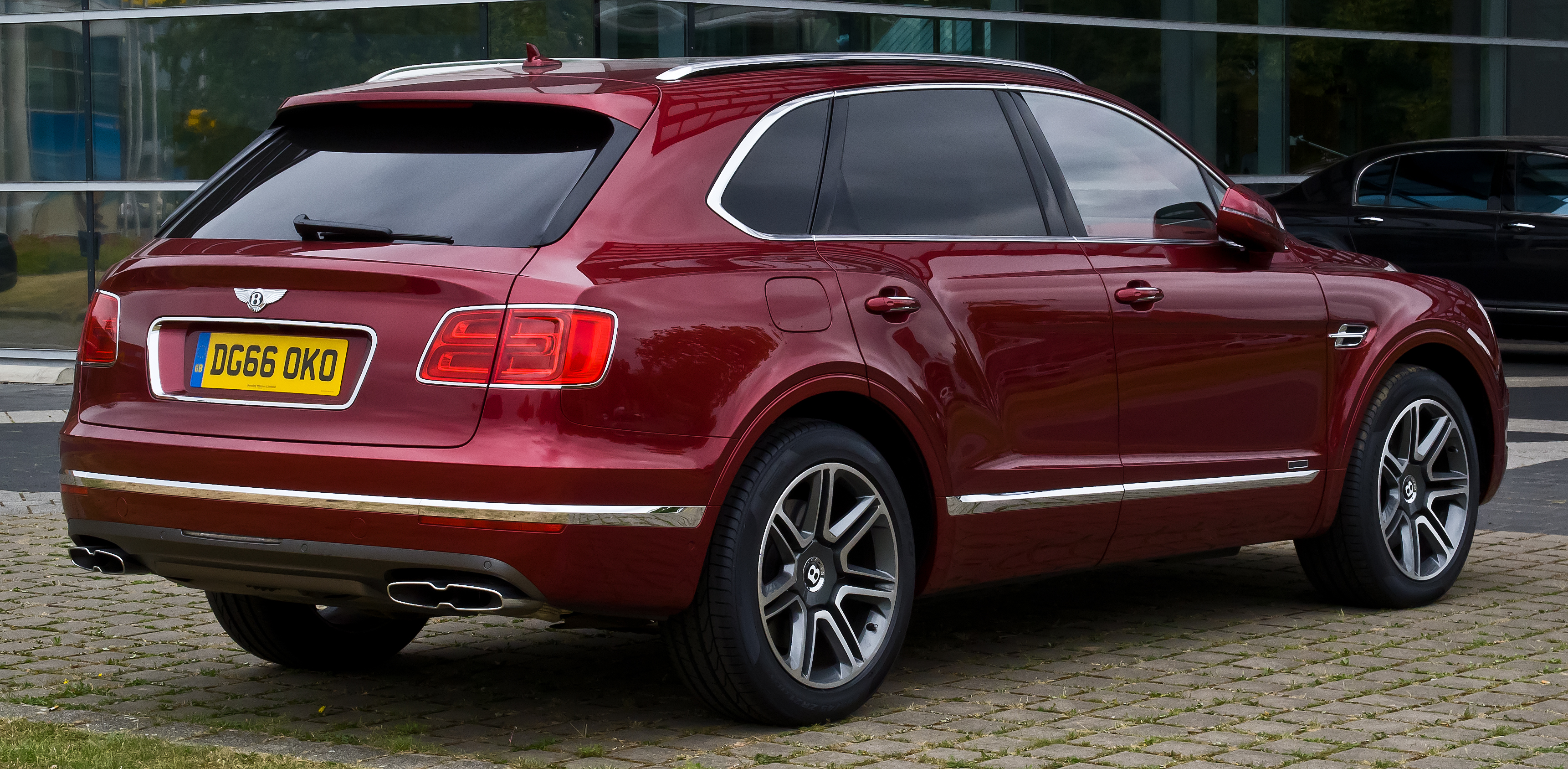
Bentley Bentayga (před faceliftem)

Sériová Bentayga byla představena na frankfurtském autosalonu v září 2015 jako první SUV značky Bentley. Je vybavena pohonem všech kol a motorem W12 bi-turbo koncernu Volkswagen a postavena na platformě MLB, kterou sdílí s druhou generací Audi Q7, třetí generací Porsche Cayenne, Audi Q8 a Lamborghini Urus. Bentayga, která je k dispozici v konfiguracích pro čtyři, pět nebo sedm cestujících, byla při uvedení na trh výrobcem označována za druhé na výrobu nejdražší vyráběné SUV. Přestože má udávanou maximální rychlost 301 km/h, motoristický tisk vůz při představení nazýval "přerostlým" až "gargantuovským".
Při uvedení na trh bylo vyrobeno celkem 608 kusů „First Edition“ (s motorem W12 o výkonu 608 koní). Původní předpoklad pro rok 2016 byl, že se prodá 3 500 vozů Bentayga. Když se celý objem výroby pro tento rok předem vyprodal, byla výroba navýšena a výsledkem bylo 5 586 prodaných kusů. Navzdory vysoké ceně byl vůz pro Bentley v roce 2016 tedy prodejně úspěšný a od té doby se stal nejoblíbenějším modelem značky Bentley a přispěl k rostoucím prodejům značky. V roce 2022 se prodalo přibližně 6370 vozů.

## Technické specifikace
Vůz byl v roce 2016 uveden na trh s novým motorem W12 se dvěma turbodmychadly a byl prvním vozem koncernu, který dostal tento motor. Motor je vybaven technologií proměnného zdvihového objemu a v případě potřeby dokáže deaktivovat až 8 z 12 válců motoru. Podle Bentley dokáže vůz s tímto motorem zrychlit z 0 na 100 km/h za 4,1 sekundy a dosáhnout maximální rychlosti 301 km/h. V roce 2020 byla pro model Bentayga Speed představena druhá, výkonnější verze motoru W12 se dvěma turbodmychadly, která vozu poskytuje zrychlení z 0 na 100 km/h za 3,9 sekundy.

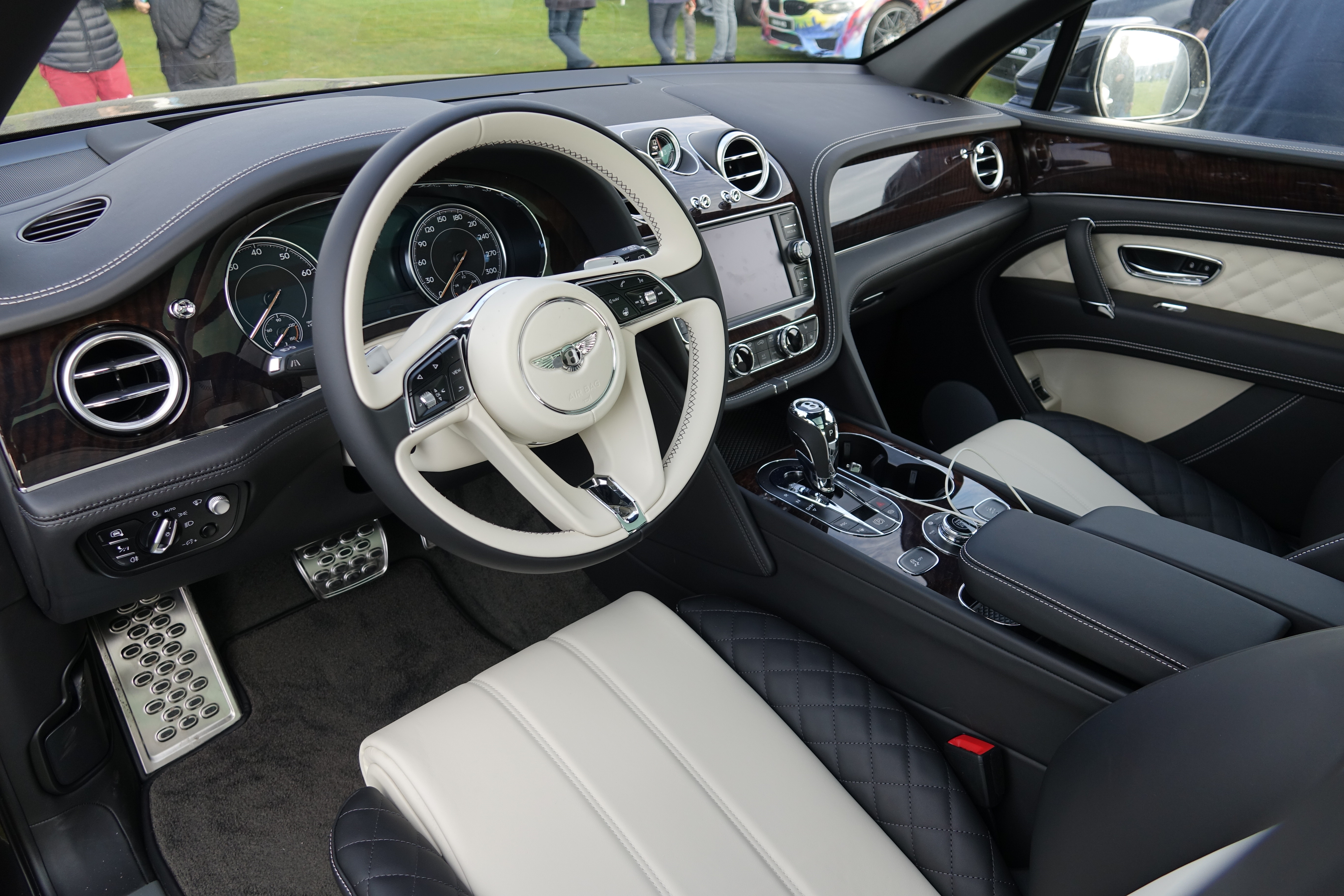
Bentley Bentayga (interiér)

Od roku 2017 je k dispozici vznětový vidlicový osmiválec s dvěma turbodmychadly odvozený od vznětového osmiválce koncernu VW. Tento motor je prvním vznětovým motorem značky Bentley a je nabízen pouze v modelu Bentayga. Součástí tohoto modelu je odznak na předním blatníku a lichoběžníková čtveřice koncovek výfuku. Bentley uvádí zrychlení z 0 na 100 km/h za 4,8 sekundy a maximální rychlost 270 km/h. V roce 2018 začal být k dispozici benzinový motor V8. Bentley tvrdí, že motor o objemu 4,0 litru se dvěma turbodmychadly má zrychlení z 0 na 100 km/h za 4,5 sekundy a maximální rychlost 290 km/h. Na ženevském autosalonu 2018 byl představen plug-in hybridní model, který se v Evropě a Severní Americe začal prodávat v říjnu 2019. Kombinuje zážehový turbomotor V6 s objemem 3,0 litru a elektromotor, čímž dosahuje celkového výkonu 443 koní (330 kW) a točivého momentu 700 N⋅m.

## Facelift (2020)

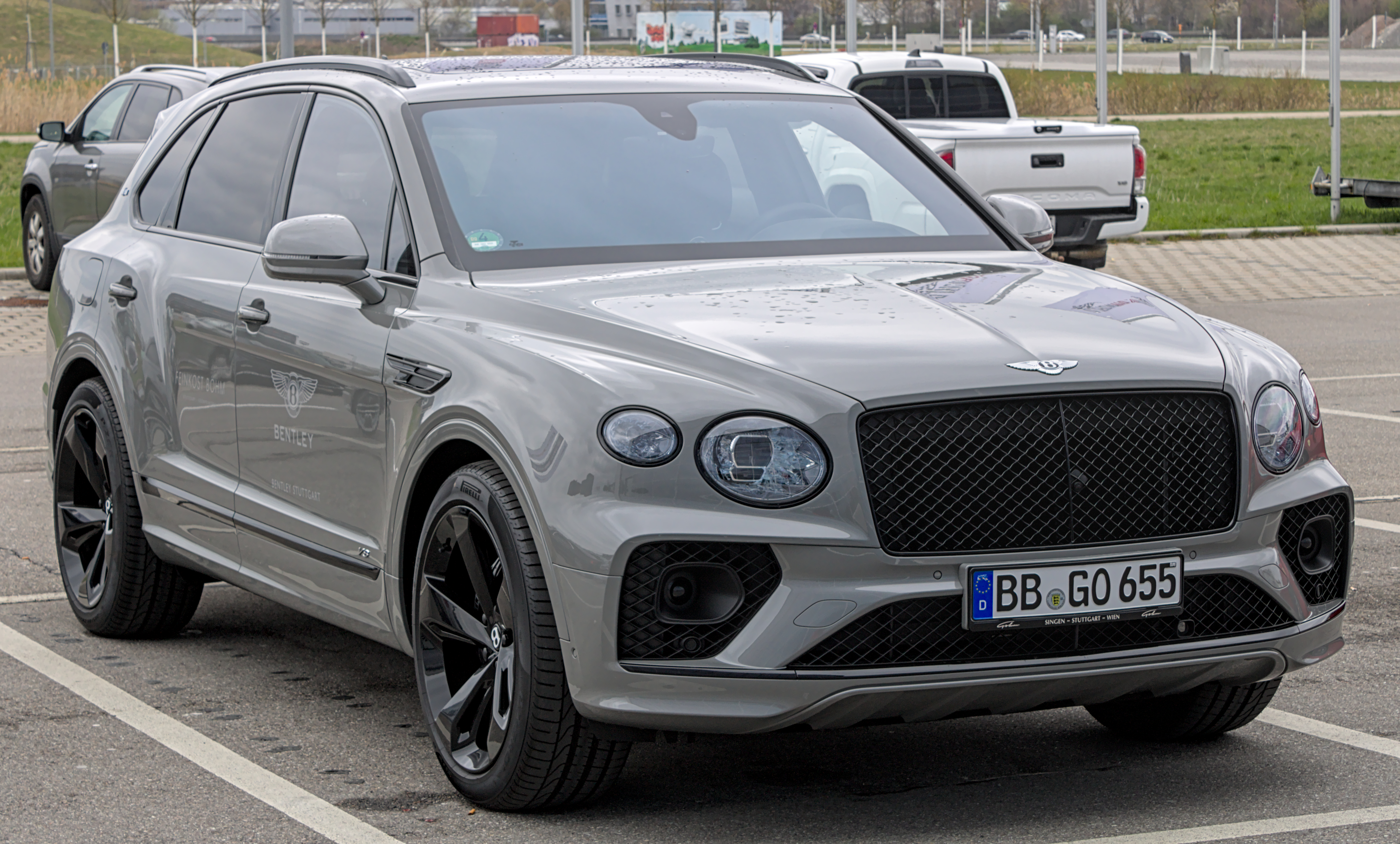

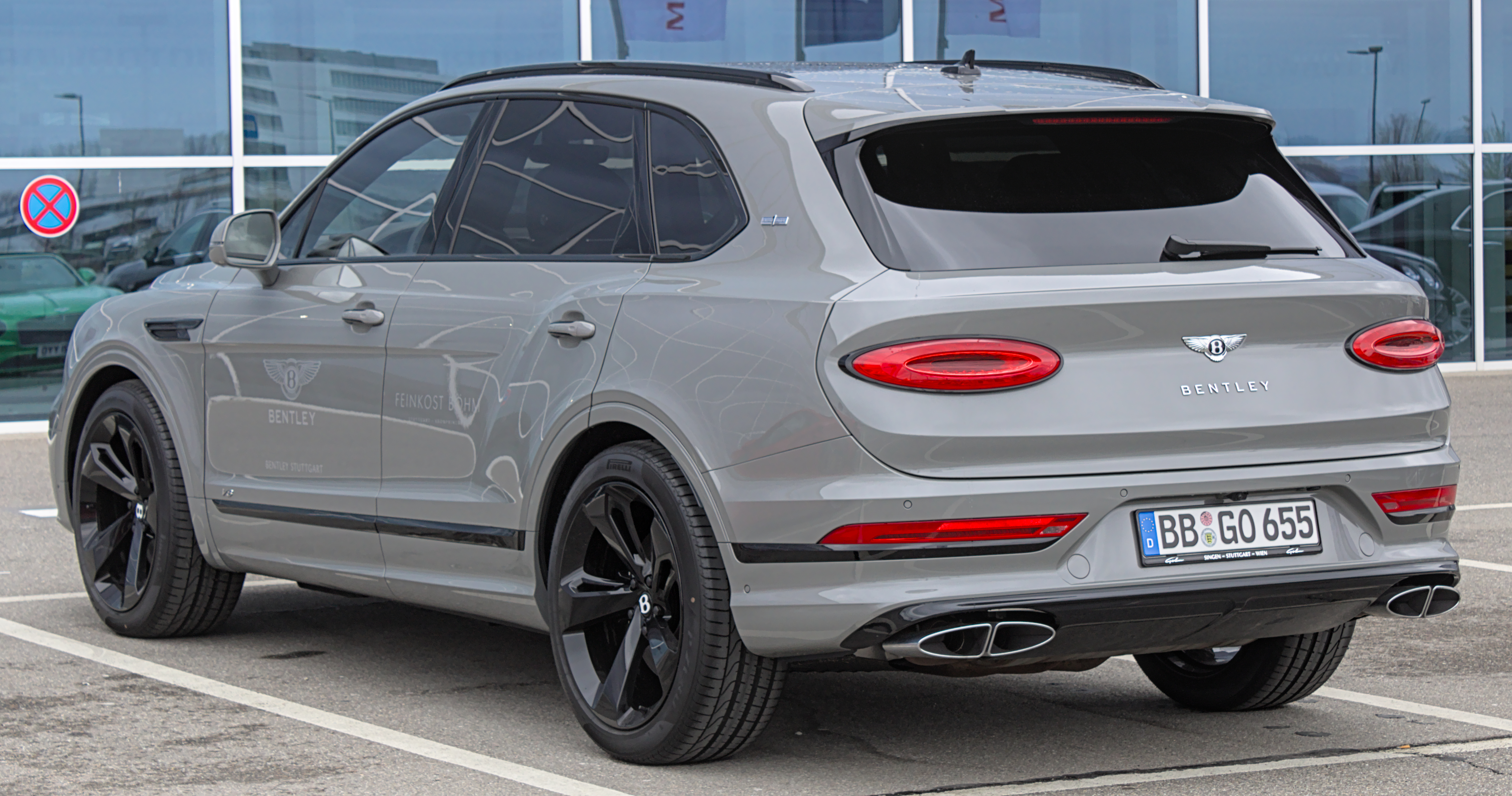
Bentley Bentayga (facelift)

Faceliftovaný model byl uveden na trh v červnu 2020. Změny zahrnují nová 3D zadní světla s LED diodami, podobná těm na třetí generaci modelu Continental GT, a zadní poznávací značku přemístěnou na nárazník, aby bylo možné na zadní dveře vyhláskovat nápis „Bentley“. Zadní spoiler byl zvětšen. Přibyly nové boční větrací otvory, nový design kol o rozměru 22 palců a dvě barvy laku. Vnější úpravy doplnily nové oválné dělené koncovky výfuku, vyhřívané stěrače s 22 tryskami ostřikovačů v každém rameni a volitelná varianta Blackline s černými ozdobnými prvky místo chromu.
Změn se dočkala i kabina, například vzadu, kde nové rámy sedadel v kombinaci s příplatkovým sklápěním umožňují zvětšit prostor pro kolena o 100 mm. K dispozici jsou odvětrávaná zadní sedadla a cestující na zadních sedadlech dostali také modernizovaný pětipalcový odnímatelný dotykový tablet. Přední infotainment má nový systém s 10,9palcovým dotykovým displejem s vyšším rozlišením. Tradiční číselníky přístrojů byly nahrazeny digitálním displejem.
Motor W12 pro základní model 2020 přestal být k dispozici. Základní model je vybaven motorem V8 o objemu 4,0 litru se dvěma turbodmychadly a výkonem 542 koní (404 kW), přičemž plug-in hybridní motor V6 je nadále volitelný. Jako náhrada za odstraněný motor W12 byl v srpnu 2020 představen model Bentayga Speed. Ten zdědil stejný 6,0litrový dvakrát přeplňovaný motor W12 z modelu Bentayga před faceliftem, který nyní po vyladění generuje 626 koní (467 kW).
V roce 2022 začal být nabízen prodloužený model Bentayga EWB, zamýšlený jako nástupce vozu Bentley Mulsanne, poháněný výhradně 4,0litrovým motorem V8 s dvojitým turbodmychadlem o výkonu 542 koní (404 kW).

## Bentayga S

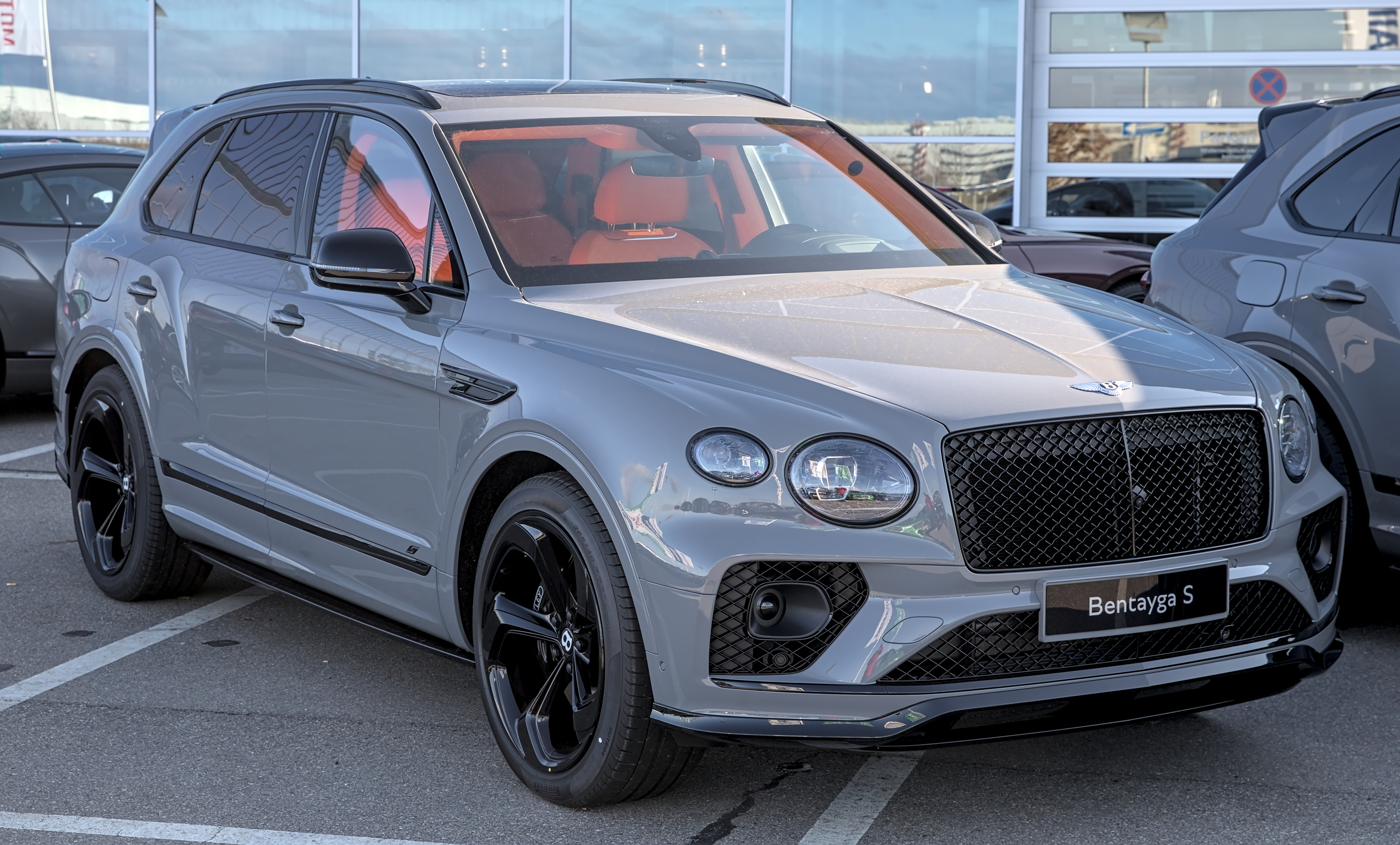
Bentley Bentayga S

V květnu 2021 Bentley uvedlo na trh model Bentayga S, který byl v té době již čtvrtým modelem modelové řady a připojil se k plug-in hybridu, standardnímu osmiválci a modelu Speed s motorem W12 (v roce 2022 přibyl ještě pátý model EWB). Varianta S má sportovnější design a doplňky, je vybavena černými 22palcovými koly, větším zadním spoilerem, černými panely spodní části karoserie, zatmavenými předními a zadními světlomety a černým oválným sportovním výfukem.
V interiéru jsou sedadla, volič převodovky, volant, čalounění stropu a další detaily potaženy kůží Alcantara. Podvozek slibuje vylepšené jízdní vlastnosti díky o 15 % tužším tlumičům, překalibrovanému systému vektorování točivého momentu a systému Bentley Dynamic Ride. Bentayga S je poháněna 4,0litrovým motorem V8 s dvojitým turbodmychadlem o výkonu 542 koní (404 kW).